# Rocher de la Vierge (Belgique)
Ne doit pas être confondu avec le Rocher de la Vierge à Biarritz
Le rocher de la Vierge, aussi appelé les rochers de la Vierge, est un rocher situé en Belgique à Comblain-la-Tour dans la commune de Hamoir (province de Liège) sur la rive droite de l'Ourthe, un affluent de la Meuse.
Il est repris sur la liste du patrimoine immobilier classé de Hamoir depuis le 9 novembre 1949. Il figure aussi comme site site de grand intérêt biologique et comme site Natura 2000.

## Toponymie et histoire
Le rocher doit son nom à la statue de la Vierge que les bateliers avaient érigée à cet endroit et qu'ils imploraient car la navigation au moyen de bètchètes (barques à fond plat) au pied de ce rocher était périlleuse. La statue disparut en 1866 lors de la construction de la ligne chemin de fer au pied du rocher. L'abbé Gielen  fit placer une nouvelle statue en 1949. Le soir, la statue est éclairée.

## Situation et accès
Ce rocher se trouve sur la rive droite l'Ourthe en amont et au sud du village de Comblain-la-Tour. La ligne de chemin de fer Liège-Marloie passe au pied du rocher ainsi qu'un chemin carrossable longeant l'Ourthe.
Le rocher de la Vierge fait partie d'un ensemble calcaire plus vaste comprenant le bois de la Fontaine qui se situe en amont en direction du hameau de Xhignesse et le vallon de Bléron, une vallée sèche et calcaire remontant vers le village de Xhoris. Cet ensemble fait partie de la Calestienne.

## Description

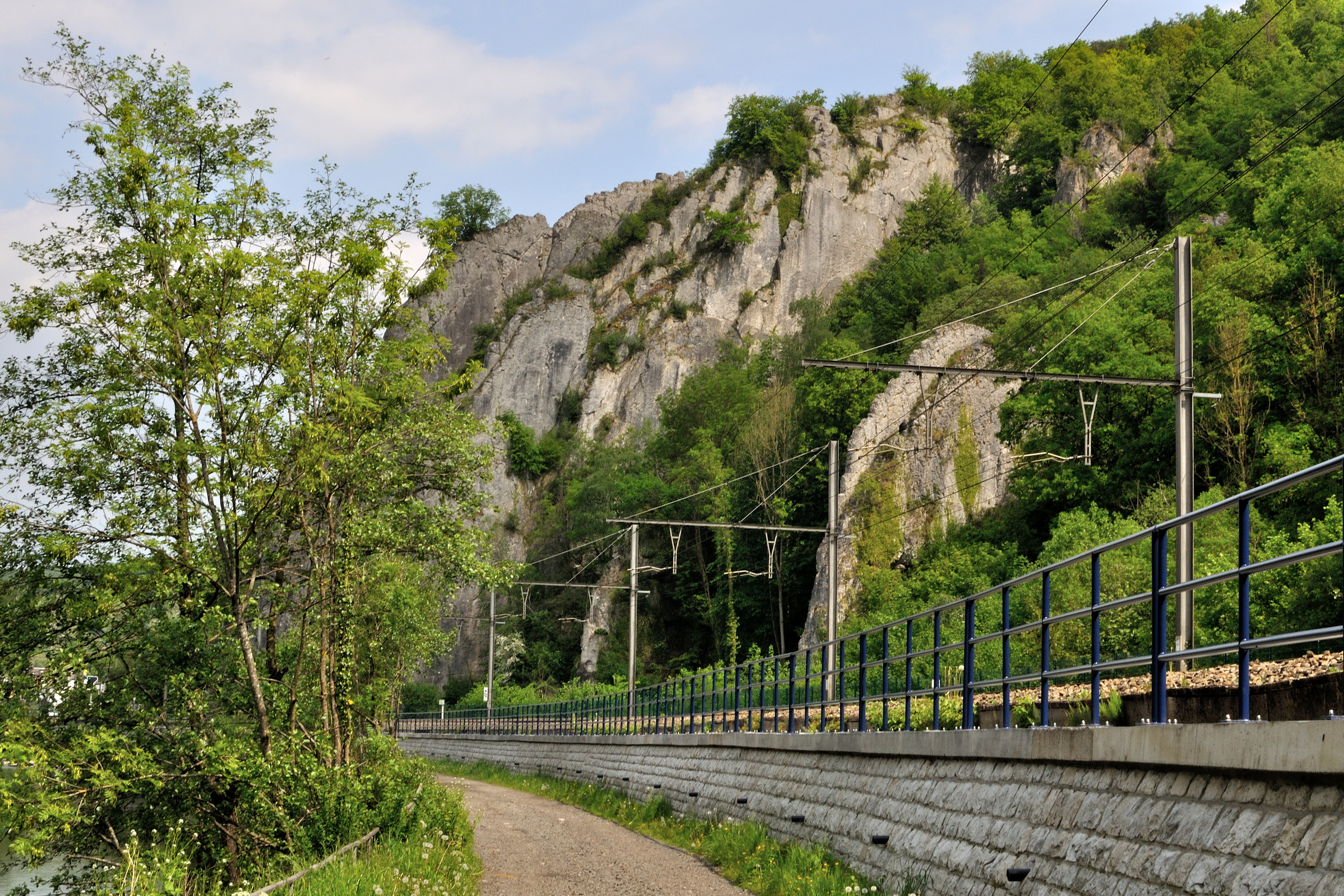

Ce massif rocheux calcaire se compose d'un rocher principal (au nord) et quatre parois verticales appelées dans la région des Tartines comme au village voisin de Comblain-au-Pont. Il s'agit de successions de lames verticales formées de calcaire à stromatopores ou dolomitiques.
Le rocher de la Vierge proprement-dit occupe une base d'environ 60 m pour une hauteur d'une cinquantaine de mètres. Il se compose de lames verticales successives plus ou moins accolées. À quelques mètres du sommet, sur la paroi nord faisant face à Comblain-la-Tour, se dresse une statue de la Vierge qui donna son nom au rocher.
Les quatre autres parois s'élèvent à quelques dizaines de mètres plus au sud. Elles ont une base maximale de 16 m, une hauteur inférieure par rapport au rocher principal et se dressent dans un environnement boisé.

## Faune et flore
Le lézard des murailles (Podarcis muralis) et plusieurs espèces rares de gastéropodes (surtout le Helicigona lapicida) y ont été répertoriés.
La flore est représentée par l'épine-vinette et la campanule à feuilles de pêcher.

## Activités
On y pratique l'escalade. Le rocher avait été interdit d'escalade en 2010 mais est de nouveau accessible aux alpinistes qui y ont créé une cinquantaine de voies.
Le sentier de grande randonnée 57 passe au pied du rocher.

## Classement

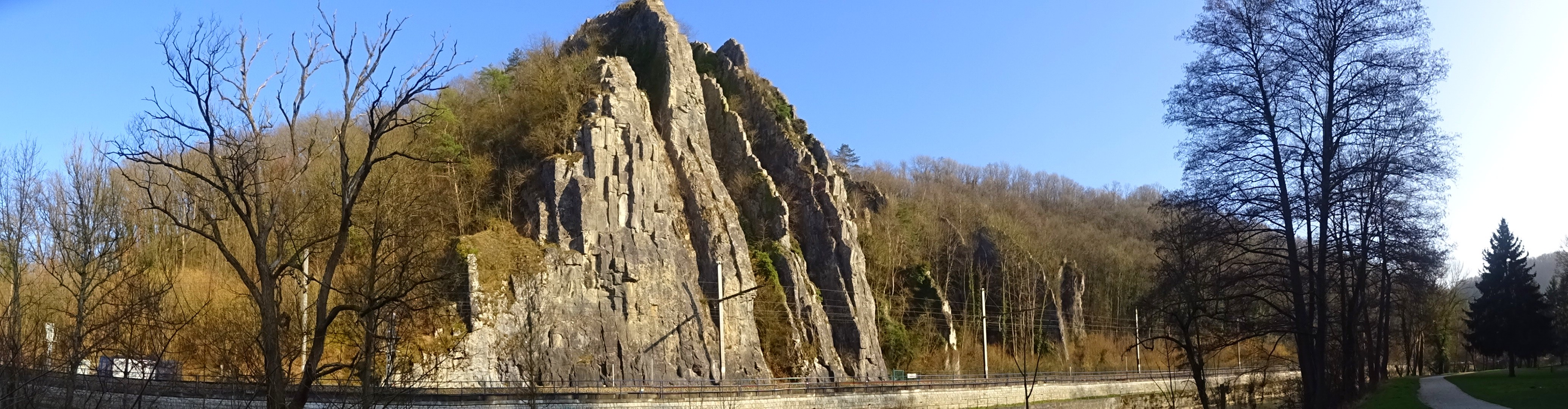

Patrimoine classé (1949, Rochers de la Vierge et Vallon de Bléron, no 61024-CLT-0009-01).